# ميناء سوسة
ميناء سوسة هو ميناء تجاري حكومي يقع في مدينة سوسة التونسية. أسس سنة 1928. وهو مينـاء متخصص في مناولة البضائع المختلفة.

## وصلات خارجية
- ديوان البحرية التجارية والمواني
- دليل ديوان البحرية التجارية والموانئ على موقع اتحاد الموانئ البحرية العربية